# Catherine Lusurier

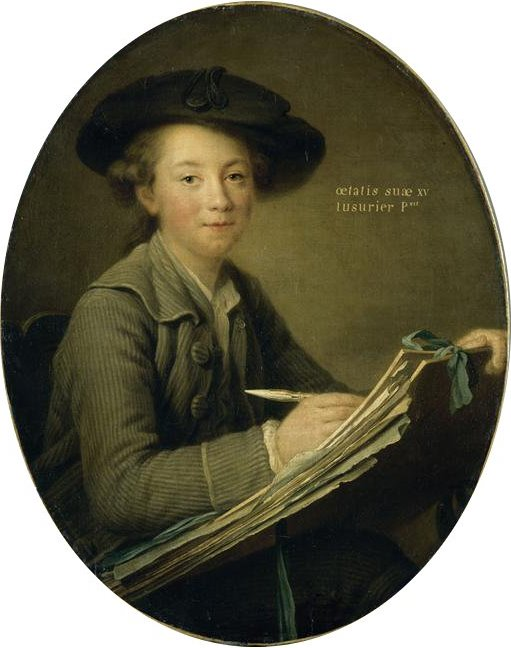
Catherine Lusurier, Pictorul Germain-Jean Drouais la vârsta de cincisprezece ani, ulei pe pânză, c. 1778

Catherine Lusurier (n. 1752, Paris, Regatul Franței – d. 11 ianuarie 1781, Paris, Regatul Franței) a fost o pictoriță franceză.
Lusurier era originară din Paris; mama ei, Jeanne Callot, era croitoreasă, în timp ce tatăl ei, Pierre, era membru al unei familii de modiști. A fost nepoata lui Hubert Drouais⁠(d), la care a fost ucenică până la moartea acestuia, după care a continuat să locuiască împreună cu văduva sa, Marie–Marguerite Lusurier, pe rue des Orties din parohia Saint-Roch; în prezent, strada nu mai există, fiind eliminată pentru a face loc Avenue de l'Opéra⁠(d) în timpul celui de-al Doilea Imperiu.
Probabil că a lucrat alături de François-Hubert Drouais⁠(d) și de fiul său Jean Germain Drouais⁠(d) în timp ce se afla în atelierul lor. Douăzeci și unu de tablouri, inclusiv portrete ale lui Jean Drouais în copilărie și ale lui Jean le Rond d'Alembert, au fost atribuite lui Lusurier, care avea doar douăzeci și opt de ani la momentul decesului. Un desen cu un băiat este deținut de Galeria Națională de Artă, iar un portret al unei fete, atribuit anterior lui François-Hubert Drouais, se află în colecția Muzeului de Artă din Milwaukee. Portretul lui Jean Drouais este deținut de Luvru, în timp ce cel al lui d'Alembert se află în Muzeul Carnavalet.

## Galerie

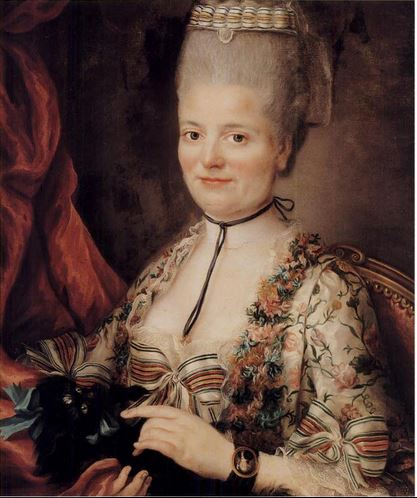
Jeanne Therese Tilles D'Acosta, Madame la Marquise de Rochambeau
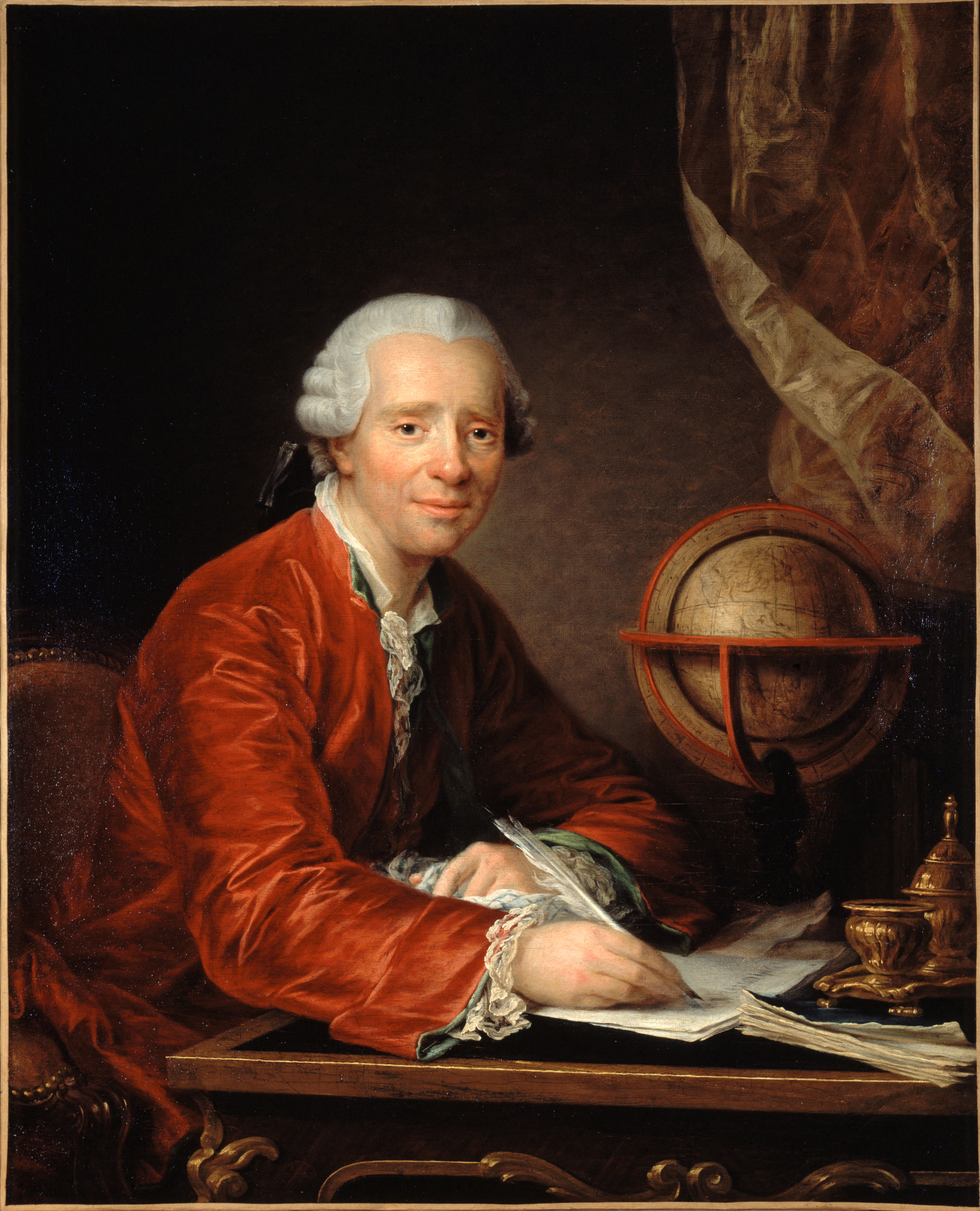
Jean le Rond D'Alembert, 1777
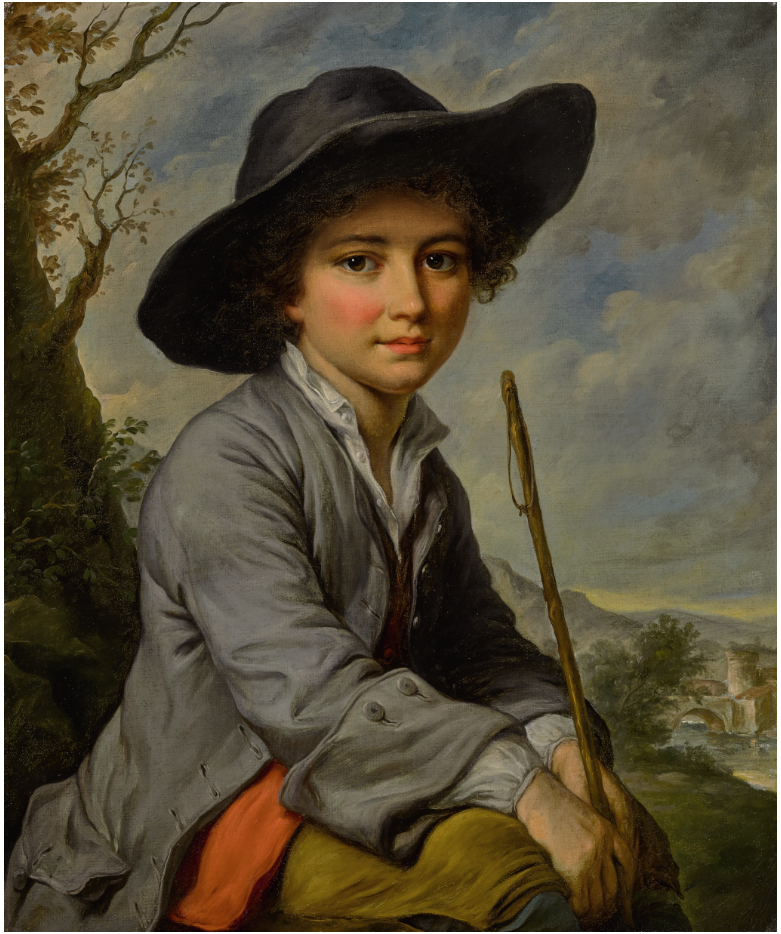
Un băiat așezat într-un peisaj